# Coelocorynus minettii
Coelocorynus minettii är en skalbaggsart som beskrevs av Franz Antoine 2003. Coelocorynus minettii ingår i släktet Coelocorynus och familjen Cetoniidae. Inga underarter finns listade i Catalogue of Life.